# Градина (Врсар)
Градина (хрв. Gradina, итал. Geroldia) је насељено место у општини Врсар, Истарска жупанија, Хрватска.

## Историја
До територијалне реорганизације у Хрватској била је у саставу старе општине Пореч.

## Становништво
У попису становништва из 2011. године, Градина је имала 49 становника.
| Број становника према пописима | Број становника према пописима | Број становника према пописима | Број становника према пописима | Број становника према пописима | Број становника према пописима | Број становника према пописима | Број становника према пописима | Број становника према пописима | Број становника према пописима | Број становника према пописима | Број становника према пописима | Број становника према пописима | Број становника према пописима | Број становника према пописима | Број становника према пописима |
| ------------------------------ | ------------------------------ | ------------------------------ | ------------------------------ | ------------------------------ | ------------------------------ | ------------------------------ | ------------------------------ | ------------------------------ | ------------------------------ | ------------------------------ | ------------------------------ | ------------------------------ | ------------------------------ | ------------------------------ | ------------------------------ |
| 1857                           | 1869                           | 1880                           | 1890                           | 1900                           | 1910                           | 1921                           | 1931                           | 1948                           | 1953                           | 1961                           | 1971                           | 1981                           | 1991                           | 2001                           | 2011                           |
| 204                            | 225                            | 62                             | 58                             | 70                             | 83                             | 391                            | 758                            | 50                             | 52                             | 47                             | 40                             | 36                             | 53                             | 46                             | 49                             |

Напомена: Године 1857, 1869, 1921. и 1931. садржи податке за насеља Беги, Бралићи, Контешићи и Мараси, а 1931. за насеља Делићи, Фленги и Клоштар. Године 1880. и 1890. исказивано као део насеља.